# リフレインズ
『リフレインズ』は、日本の音楽ユニット、Rain Dropsの1stシングル。2021年4月14日にVirgin Music（ユニバーサルミュージック）から発売された。

## 概要
- 1stメジャーシングル。
- LIVE会場限定でGOODS CDとして発売が予定されていた[1]。
- ファーストワンマンライブ「雨天決行」が延期されたことを受けて全4店舗の通販・店舗での発売が決定された[1]。
- 完全数量生産限定盤であり、CDにシリアルナンバーが印字されている[1]。
- ブックレットはCDジャケットサイズの歌詞カード3枚（①全員集合、②ユニット（2人1組(全3種類ランダム)）、③Rain Dropsロゴデザイン）を封入している[1]。
- 収録曲「リフレインズ」は1st MINI ALBUM『シナスタジア』収録曲「ジュブナイルダイバー」の続編にあたる作品となっており、思春期の青年の成長に伴う葛藤や苦悩を描いた作品で最後に「夢を見つけて」歩み出した主人公のその後の物語が描かれている[1]。

## 楽曲紹介

### CD
1. リフレインズ　
  - 作詞：RUCCA、作曲・編曲：Eba
2. Flowing, walking
  - 作詞：ジョー・力一、作曲・編曲：加藤冴人

## 収録内容

### CD
| #         | タイトル                           | 作詞  | 作曲・編曲 | 時間 |
| --------- | ---------------------------------- | ----- | ---------- | ---- |
| 1.        | 「リフレインズ」                   |       |            | 5:18 |
| 2.        | 「Flowing, walking」               |       |            | 4:30 |
| 3.        | 「リフレインズ」(Instrumental)     |       |            | 5:18 |
| 4.        | 「Flowing, walking」(Instrumental) |       |            | 4:30 |
| 合計時間: | 合計時間:                          | 19:36 |            |      |